# Вулиця Академіка Станіслава Дністрянського (Тернопіль)
Вулиця Академіка Станіслава Дністрянського — вулиця у житловому масиві «Східний» міста Тернополя. Названа на честь українського академіка, вченого, громадського діяча Станіслава Дністрянського.

## Відомості
Розпочинається від проспекту Степана Бандери, пролягає на південний захід до вулиці Глибокої, де і закінчується. На вулиці розташовані приватні будинки.